# Roots (tijdschrift)
Roots is een maandelijks Nederlands tijdschrift voor iedereen die houdt van de natuur. Behalve natuur in de breedste zin richt Roots zich op vogels, natuurfotografie en wandelen. Een van de speerpunten in het blad zijn de unieke Roots-routes, inclusief duidelijke routekaarten. In samenwerking met Fontaine Uitgevers zijn van deze routes inmiddels al 8 Roots Wandelgidsen verschenen, met Het langste natuurpad van Nederland als hoogtepunt. Dit 450 kilometer langeafstandswandelpad over zoveel mogelijk onverharde paden loopt van Delfzijl naar Goirle, bij de Belgische grens.
Jaarlijks verschijnen in augustus ook de Roots Natuuragenda, met foto's van lezers, én de Roots Scheurkalender (in kleur), geschreven door bioloog Geert-Jan Roebers. Sinds het voorjaar van 2016 geeft Roots twee keer per jaar de special Roots Vogelmagazine uit, een magazine voor beginnende vogelaars. 
De oorspronkelijke naam was Grasduinen, maandblad met hart voor de natuur en dit blad verscheen voor het eerst in september 1979, met onder andere illustraties van Marjolein Bastin. Het blad werd uitgegeven door Uitgeverij Oberon van de toenmalige VNU te Haarlem. Bij Sanoma Media onderging de titel Grasduinen op 25 augustus 2011 een metamorfose en ging verder onder de naam Roots. 
In 2013 werd het blad in de etalage gezet en medio 2014 overgenomen door New Skool Media. In februari 2022 werd Roularta Media Group eigenaar van New Skool Media, op 1 november 2022 fuseerde New Skool Media met Roularta Media Nederland en ging de uitgeverij verder onder de naam Roularta Media Nederland.